# 2007-es magyar birkózóbajnokság
A 2007-es magyar birkózóbajnokság a századik magyar bajnokság volt. A férfi kötöttfogású bajnokságot május 19-én rendezték meg Miskolcon, a férfi szabadfogású bajnokságot május 12-én Kazincbarcikán, a női szabadfogású bajnokságot pedig október 27. és 28. között Miskolcon.

## Eredmények

### Férfi kötöttfogás
| Versenyszám | Arany                        | Arany | Ezüst                               | Ezüst | Bronz                                                               | Bronz |
| ----------- | ---------------------------- | ----- | ----------------------------------- | ----- | ------------------------------------------------------------------- | ----- |
| 55 kg       | Oláh Tibor Váci Forma SE     |       | Módos Péter Szigetvári BSE-BVSC-Tát |       | Krosovszky Zsolt Kazincbarcikai VSESzabó Czibolya Gábor Szegedi VSE |       |
| 60 kg       | Komáromi Ede Egri Vasas      |       | Pongrácz Ádám Vasas SC              |       | Harminc Zsolt Dabasi VSEMischinger György Egri Vasas                |       |
| 66 kg       | Lőrincz Tamás Ceglédi VSE    |       | Szabó Martin Ferencvárosi TC        |       | Kliment László Ferencvárosi TCDreschler Attila Váci Forma SE        |       |
| 74 kg       | Bácsi Péter Ferencvárosi TC  |       | Horváth András Kecskeméti TE        |       | Kun Renátó Ferencvárosi TCLakatos Zoltán Egri Vasas-Ferencvárosi TC |       |
| 84 kg       | Fodor Zoltán Ferencvárosi TC |       | –                                   |       | Dajka Richárd Kecskeméti TEDajka Zsolt Kecskeméti TE                |       |
| 96 kg       | Virág Lajos Vasas SC         |       | Kiss Balázs BVSC-Tát                |       | Kapuvári Gábor Sziget SCNémeth Iván Ferencvárosi TC                 |       |
| 120 kg      | Branda Gyula Kőbánya SC      |       | Barta Péter Érdi Spartacus          |       | Bóna Dániel Csepeli BCKaló Béla Csepeli BC                          |       |

Megjegyzés: 84 kg-ban az ezüstérmet nem adták ki, mert Bárdosi Sándort ütésért kizárták.

### Férfi szabadfogás
| Versenyszám | Arany                                          | Arany | Ezüst                                                 | Ezüst | Bronz                                                                      | Bronz |
| ----------- | ---------------------------------------------- | ----- | ----------------------------------------------------- | ----- | -------------------------------------------------------------------------- | ----- |
| 55 kg       | Kovács István Kazincbarcikai VSE               |       | Szabó Czibolya Gábor Szegedi VSE                      |       | Krosovszky Zsolt Kazincbarcikai VSEHorváth Gábor Kecskeméti TE-Haladás VSE |       |
| 60 kg       | Tőzsér Sándor Debreceni Sportcentrum           |       | Sükösd Attila Kazincbarcikai VSE                      |       | Gérnyi Dávid Csepeli BCMolnár Gábor Kecskeméti TE                          |       |
| 66 kg       | Wöller Gergő Vasas SC-Testnevelési Főiskola SE |       | Kácsor László Vasas SC                                |       | Lengvári Teofil Abonyi BCSzabó Róbert Kiskunfélegyházi VSE                 |       |
| 74 kg       | Hatos Gábor Haladás VSE                        |       | Elekes Endre Túrkevei VSE-Kalocsa SE                  |       | Hittér Dénes Vasi Volán SEZelei István Kecskeméti TE                       |       |
| 84 kg       | Ritter Árpád Csepeli BC                        |       | Kányási Sándor Testnevelési Főiskola SE-Vasi Volán SE |       | Gulyás Zsolt Vasas SCKiss Tamás Orosházi Spartacus                         |       |
| 96 kg       | Kiss Gergely Orosházi Spartacus                |       | Dajka Zsolt Kecskeméti TE                             |       | Bóna Dániel Csepeli BCKapuvári Gábor Sziget SC                             |       |
| 120 kg      | Aubéli Ottó Váci Forma SE                      |       | Kaló Béla Csepeli BC                                  |       | Dömötör László Kecskeméti TENunajev Juszup Váci Forma SE                   |       |

### Női szabadfogás
| Versenyszám | Arany                                                | Arany | Ezüst                                 | Ezüst | Bronz                                                          | Bronz |
| ----------- | ---------------------------------------------------- | ----- | ------------------------------------- | ----- | -------------------------------------------------------------- | ----- |
| 48 kg       | Mihálovics Ivett Miklóssy SE                         |       | Szabó Dalma Diósgyőri BC              |       | Császár Krisztina Diósgyőri BCBalla Ivett Diósgyőri BC         |       |
| 51 kg       | Sárközi Viktória Ceglédi VSE                         |       | Nyíri Dóra Püspökladányi BSE          |       | Tóth Angéla Sátoraljaújhelyi ElőreElek Krisztina Tatabányai SC |       |
| 55 kg       | Szabó Emese Kiskunfélegyháza VTK                     |       | Barka Emese Vasas SC                  |       | Váradi Szabina Ceglédi VSESiba Ibolya KVBE Jánosháza           |       |
| 59 kg       | Godó Kitti Ferencvárosi TC                           |       | Hajdú Anikó Mosonmagyaróvári Delta SE |       | Szanyi Mónika Egri VSEPalotai Katalin Ceglédi VSE              |       |
| 63 kg       | Sastin Marianna Csepeli BC-Mosonmagyaróvári Delta SE |       | Kovács Zsófia Debreceni Petőfi DSE    |       | Kiss Alexandra Diósgyőri BCReiner Orsolya Érdi Spartacus       |       |
| 67 kg       | Szerencse Mónika Dabasi VSE                          |       | Lenkó Petra Dunaharaszti MTK          |       | Dénes Krisztina Érdi SpartacusTóth Nikolett Diósgyőri BC       |       |
| 72 kg       | Soós Rita Csepeli BC                                 |       | Csánó Zsófia Tatabányai SC            |       | Hegedűs Petra Diósgyőri BC                                     |       |